# Občanská konzervativní strana
Občanská konzervativní strana (zkratka O.K. strana) byla česká konzervativní politická strana, založená v listopadu 2013 bývalým poslancem a členem ODS Jiřím Janečkem. Jednalo se o definitivní odštěpení tzv. „Pravé frakce“ ODS, kterou Janeček založil v únoru 2013 od ODS, a to z důvodu odklonu ODS od svého programu, který následně OKS převzala a prosazovala v původních vizích. Program strany kladl důraz na „vytvoření stabilního ekonomického prostředí, vyrovnaný rozpočet, nízké daně a také zásadní omezování přistěhovalectví a zejména islamizace“ či „úprav sociálního programu České republiky“. Členem strany se nemohli stát bývalí členové KSČ. Do voleb do Evropského parlamentu v roce 2014 měla stranu vést bankovní manažerka Jana Gabrielová, lídrem však nakonec byl Pavel Černý. Strana získala 3481 hlasů (0,22 %).
Občanská konzervativní strana byla jedním ze zakladatelů evropské politické strany „Hnutí pro Evropu národů a svobody“, jejíž ustavující schůze proběhla v květnu 2015 v Praze. Dalšími členy této strany byli např. francouzská Národní fronta Marine Le Penové, Svobodná strana Rakouska, italská Liga Severu a belgický Vlámský zájem (Vlaams belang).
Počátkem ledna 2016 se strana měla sloučit se stranou Patrioti České republiky, což se však nestalo, byť jsou zdroje uváděly opak. V minulosti  strana  sdílela politický směr Úsvitu NK spolu s Blokem proti islámu, s nimiž aktivně spolupracovala.
V lednu 2022 vláda navrhla pozastavit činnost strany, protože neplnila zákonné povinnosti. Nejvyšší správní soud ji rozpustil v prosinci 2023.

## Reakce
Oznámení o založení strany glosoval sociolog Pavel Šplíchal jako „rozvíjení slepé myšlenkové větve klausismu“.